# Alban (jméno)
Alban je mužské křestní jméno latinského původu. Je odvozeno od latinského slova albus a vykládá se jako „bílý“. Podle jiného výkladu jméno označuje člověka pocházejícího z města Alba Longa (nyní Castel Gondolfo) nacházejícího se jihovýchodně od Říma.
Podle českého kalendáře má svátek 1. března.

## Domácké podoby
Albík, Al, Alba

## Alban v jiných jazycích
- Anglicky, německy, francouzsky: Alban
- Španělsky, italsky: Albano
- Latinsky: Albanus
- Maďarsky: Albán

## Známí nositelé jména
- Alban Berg – rakouský hudební skladatel
- Ernst Alban – německý lékař a vynálezce, jeden z prvních výrobců parních strojů v Německu
- Alban Uzoma Nwapa – nigerijský hudebník a producent. známější pod pseudonymem Dr. Alban